# Gall Ier de Clermont
Ne doit pas être confondu avec Gal II de Clermont.
Pour les articles homonymes, voir Gall et Saint Gall.
Gall Ier de Clermont, l'un des saints Gall (ou Gallus en latin), est un évêque de Clermont, reconnu saint par l'Église catholique et l'Église orthodoxe. Il est né à Clairmont (aujourd'hui Clermont-Ferrand) vers 505 et décédé le 14 mai 551. Il est fêté le 14 mai en Occident et le 1er juillet en Orient.

## Biographie
Fils de Georgius, clarissimus vir, et de Leocadia son épouse, il entre à l'abbaye de Cournon, où il embrasse la vie monastique. Il est élu évêque en 525. Il est l'oncle paternel de Saint Grégoire de Tours, qui lui fut confié pour son éducation à la disparition de son père. Il assista au concile de Clermont et au concile d'Orléans. Il aurait eu le don des miracles. Son corps, d'abord inhumé à Saint-Laurent de Clermont, repose à la basilique Notre-Dame du Port à Clermont-Ferrand.